# Кучильо-Парадо
Кучильо-Парадо (исп. Cuchillo Parado) — посёлок в Мексике, штат Чиуауа, входит в состав муниципалитета Кояме-дель-Сотоль. Численность населения, по данным переписи 2010 года, составила 124 человека.

## Общие сведения
Название Cuchillo Parado с испанского языка можно перевести как стоящие ножи.
Поселение известно как колыбель мексиканской революции, когда 14 ноября 1910 года генерал Торибио Ортега призвал к оружию, опережаю предложенную Франсиско Мадеро дату в плане Сан-Луис на 6 дней.
Посёлок расположен на берегу реки Кончос. В нём развито производство алкогольного напитка сотоль.